# Invito a cena con vampiro
Invito a cena con vampiro (Mom's Got a Date with a Vampire) è un film per la televisione del 2000.

## Trama
Adam Hansen è un ragazzo che, con il suo migliore amico Duffy, riesce a trovare i biglietti per il concerto del suo gruppo musicale preferito, gli Headless Horseman. Mentre sua sorella Chelsea è in agitazione perché il suo ragazzo del cuore l'ha invitata ad uscire, ma i due hanno un problema. La mamma infatti non lascerà mai uscire né Chelsea con Peter e ne tanto meno manderà al concerto Adam. Così i due decidono di organizzarle un appuntamento galante insieme ad un uomo misterioso che, in seguito, si scoprirà essere nientedimeno che un vampiro.

## Controversie
Il film ha subito delle pesanti critiche subito dopo la prima messa in onda su Zoog Disney nel 2000. La controversia riguardava una scena in cui Dimitri si lecca le labbra guardando il cane di famiglia, probabilmente perché era interessato a banchettare su di esso. La scena è stata rimossa dalla messa in onda successiva, e dal 2010 non è disponibile né su DVD né su VHS.

## Cast
- Matt O'Leary: Adam Hansen
- Laura Vandervoort: Chelsea Hansen
- Myles Jeffrey: Taylor Hansen
- Caroline Rhea: Lynette Hansen
- Charles Shaughnessy: Dimitri Denatos
- Robert Carradine: Malachi Van Helsing
- Jake Epstein: Duffy
- J. Adam Brown: Boomer